# Crazy in Alabama
Crazy in Alabama (br: Loucos do Alabama / pt: Loucos em Alabama) é um filme de estrada estadunidense de comédia dramática de 1999 dirigido por Antonio Banderas em sua estreia como diretor, escrito por Mark Childress (baseado no seu próprio romance de 1993 com o mesmo nome), e estrelado por Melanie Griffith, David Morse, Lucas Black, Cathy Moriarty, Meat Loaf, John Beasley e Rod Steiger. Foi também a estreia como atriz de Dakota Johnson, filha de Melanie Griffith e Don Johnson e enteada de Antonio Banderas, ela e sua irmã Stella Banderas fazem as filhas da personagem de Griffith. O enredo segue uma dona de casa vítima de violência doméstica em 1965 no Alabama, que vai para a Califórnia para se tornar uma estrela de cinema e ganha um papel no seriado Bewitched, enquanto seu sobrinho tem que lidar com um assassinato racialmente motivado envolvendo um xerife corrupto.
Foi filmado principalmente em torno de Houma, Louisiana, com locais em Schriever, Chackbay e Nova Orleans, Louisiana, bem como Las Vegas, São Francisco e Los Angeles.
O filme recebeu críticas mistas, apesar de pobres, dos críticos, obtendo 30% de aprovação no Rotten Tomatoes com base em 56 resenhas, bem como uma pontuação de 46 de 100 no Metacritic com base em 27 resenhas. Paula Nechak do Seattle Post-Intelligencer chamou o filme de "engraçado, excêntrico e comovente, combinando uma interpretação única da época com um senso de humor excêntrico". Foi uma decepção financeira já que arrecadou apenas US$2 milhões em bilheteria enquanto seu orçamento era de US$15 milhões de dólares.
Melanie Griffith recebeu uma indicação ao Framboesa de Ouro de Pior Atriz por sua atuação no filme, mas perdeu para Heather Donahue pelo The Blair Witch Project. No entanto, sua performance neste filme e Another Day in Paradise lhe renderam o Prêmio Sant Jordi de Melhor Atriz Estrangeira. Lucas Black foi nomeado para o Young Artist Award de Melhor Performance em Longa-Metragem - Melhor Ator Jovem e YoungStar Award de Melhor Jovem Ator/Performance em um drama cinematográfico e foi nomeado para um Leão de Ouro.

## Sinopse
Alabama, verão de 1965. Lucille (Melanie Griffith) é uma mulher que foi maltratada, humilhada e traída pelo marido. Ela sonha em ir para Los Angeles para tentar ser estrela da televisão, mas o marido a impede. Assim, toma uma medida drástica, o matando com veneno de rato e cortando-lhe a cabeça. Logo depois Peejoe (Lucas Black), seu jovem sobrinho, se envolve na luta dos direitos civis quando os negros são proibidos de usar uma piscina pública. Isto gerou um protesto, que resultou na morte de um garoto. Fugindo da polícia Lucille vai até Las Vegas, onde ganha 32 mil dólares usando outro nome e vai tentar em Hollywood transformar seu sonho em realidade.

## Elenco
- Melanie Griffith como Lucille Vinson
- David Morse como Dove Bullis
- Lucas Black como Peter Joseph Bullis
- David Speck como Wiley Bullis
- Cathy Moriarty como Earlene Bullis
- Meat Loaf como xerife John Doggett
- Rod Steiger como juiz Louis Mead
- Richard Schiff como Norman
- John Beasley como Nehemiah Jackson
- Louis Miller como Taylor Jackson
- Robert Wagner como Harry Hall
- Noah Emmerich como xerife Raymond
- Sandra Seacat como Meemaw
- Paul Ben-Victor como D.A. Mackie
- Brad Beyer como Jack
- Fannie Flagg como Sally
- Elizabeth Perkins como Joan Blake
- Linda Hart como Madelyn
- Michael Arata como Look Reporter
- Paul Mazursky como Walter Schwegmann
- Holmes Osborne como Attorney Larry Russell
- Tony Amendola como Casino Boss
- Carl Le Blanc III como Taylor Jackson
- Madison Mason como Alexander Powell
- Randal Kleiser como Bob
- Dakota Johnson como Sondra
- Kirk Fox como Patrolman